# Брадфорд (округ, Флорида)
Бра́дфорд (англ. Bradford County) — округ штата Флорида Соединённых Штатов Америки. На 2000 год его население составляло 26 088 человек. По оценке бюро переписи населения США в 2005 году население округа составляло 28 118 человек. Окружным центром является город Старк. В Брадфорде расположена государственная тюрьма Флориды и несколько других исправительных учреждений.

## История
Округ с названием Нью-Ривер был сформирован в 1858 году. В 1861 его переименовали в Брадфорд, по имени капитана Ричарда Брадфорда, воевавшего в гражданской войне и убитого в сражении на острове Санта-Роза.